# Peristylus pachyneuroides
Peristylus pachyneuroides är en orkidéart som beskrevs av Jany Renz. Peristylus pachyneuroides ingår i släktet Peristylus och familjen orkidéer.
Artens utbredningsområde är Papua Nya Guinea. Inga underarter finns listade i Catalogue of Life.